# Aethria paula
Aethria paula é uma mariposa da subfamília Arctiinae. Ela foi descrita por Schaus, em 1894. É encontrada no Brasil.